# クリプトン
クリプトン（英: krypton）は原子番号36の元素。元素記号は Kr。貴ガス元素の一つ。

## 名称
アルゴンに隠れてなかなか発見されなかったため、ギリシャ語で「隠れた」 (kryptos) から命名された。

## 性質
常温、常圧で無色、無臭の気体。融点は-157.2 °C、沸点は-152.9 °C (-153.4 °C)、比重は2.82 (-157 °C)。重い気体であるため、吸引すると声が低くなる。空気中には1.14 ppmの割合で含まれている。空気を液化、分留することにより得られる。不活性であるがフッ素とは酸化数が+2の不安定な化合物を作る。また、水やヒドロキノンと包接化合物を作る。

## 用途
不活性ガスであるため、白熱電球に封入されフィラメントの昇華を防ぐために用いられる。クリプトンが封入された白熱電球はクリプトンランプと呼ばれる。
1960年から1983年までは長さの単位メートルの基準としてクリプトンのスペクトルが用いられた。1 mは「クリプトン86原子の準位 2p10 と 5d5 の間の遷移に対応する光の真空中における波長の1,650,763.73倍に等しい長さ」と定義されていた。
クリプトンガスを吸いこんで空気中で発した声は、ヘリウムガスとは反対に、低くなる（メカニズムについては、ヘリウム#用途を参照）。ただし、純粋なクリプトンガスを吸い込むのは酸欠の危険を伴う。試すのであれば、しかるべき配合の、酸素との混合ガスを使わなければならない。
放電で励起されると独特の青白いスペクトル光を放出する。写真のフラッシュに利用されたり、フィルターでさまざまな色の光に分けて使われたりもする。

## 歴史
1898年、ウィリアム・ラムゼー (William Ramsay) とモーリス・トラバース (Morris W. Travers) によって、液体空気からキセノンとともに発見された。

## クリプトンの化合物
- 二フッ化クリプトン ({\displaystyle {\ce {KrF2}}})
- 包接化合物
  - {\displaystyle {\ce {Kr{}6H2O}}}
  - {\displaystyle {\ce {Kr}}}{\displaystyle {\ce {3C6H4(OH)2}}}